# غابي فورد
غابي فورد (بالإنجليزية: Gabe Ford)‏ هو طبال أمريكي، ولد في 8 يونيو 1973.

## وصلات خارجية
- غابي فورد على موقع ميوزك برينز (الإنجليزية)
- غابي فورد على موقع ديسكوغز (الإنجليزية)